# Carlo Tessarini
Carlo Tessarini (1690 - después del 15 de diciembre de 1766), fue un compositor y violinista italiano del periodo  barroco tardío.
Tessarini nació en 1690 en Rímini y murió en Ámsterdam a los 76 años.

## Obras
- op. 1 12 Sonate a violino e basso (Venecia, 1729)
- op. 2 Il Maestro e Discepolo, Divertimenti da Camera a due violini (Urbino, 1740)
- op. 3 Allettamenti da camera a violino solo e violoncello (Roma, 1740)
- Gramatica di musica. Insegna il modo facile e breve per bene impre di sonare il violino..... (Roma, 1741)
- op. 4 6 Trattimenti a violino e basso (Roma, 1742)
- op. 5 5 Sonata a tre da camera con due violini e basso continuo (París, 1743)
- op. 6 Sei trio a due violini e basso (París, 1744)
- op. 7 6 Sinfonie a due violini e basso (París, 1744)
- 12 Concerti à 5 con violino obligato (París, 1745)
- op. 8 6 Sonate a violini solo e basso (París, 1747)
- op. 9 6 Sonate da camera e chiesa a due violini e baso con pastorella (París, 1747)
- Nouvelle méthode pour apprendre par théorie dans un mois de temps à jouer le violon, divisé en trois classes, avec des leçons à deux violons par gradation (Lieja, 1750)
- op. 10 Contrasto armonico a tre violini e basso con sui rinforzi (París, 1753)
- op. 14 Sei sonate a violino ò flauto traversière e cemabalo (París, 1748)
- op. 15 Trattimento musicale sei duetti a due violini o pardesus de viole cenza basso (París, 1750)
- op. 16  6 Sonate a violino solo, violoncello e cimbalo (París, 1753)
- op. 19 Grandes Ouvertures
- op. 20 Grandes Sinfonies
- L'Arte di nuova modulacione. Capricio musicale a VII partie (París, 1762)
- Pantomime a due violini o sia pardesus de viola o due violoncelli (París, 1763)